# PowerBook 100
De PowerBook 100 was een draagbare subnotebook-pc gemaakt door Apple Inc. en uitgebracht op 31 oktober 1991 tijdens de computerbeurs COMDEX in Las Vegas, Nevada. Met een prijs van USD 2300 was de PowerBook 100 de basisuitvoering van de eerste drie tegelijkertijd uitgebrachte PowerBooks. Zijn processor en algehele snelheid benaderden die van zijn voorganger, de Macintosh Portable. Het had een Motorola 68000 16MHz-processor, 2-8 megabyte (MB) geheugen, een monochroom lcd-scherm van 9 inch (23 centimeter) met achtergrondverlichting in een resolutie van 640 op 400 pixels en het besturingssysteem System 7. Het had geen ingebouwd diskettestation en was bekend vanwege zijn uniek, compact ontwerp dat een trackball-aanwijsapparaat gebruikte bij het keyboard voor het gebruiksgemak.
Apples voormalig hoofddirecteur John Sculley startte het Powerbookproject in 1990, waarbij hij $1 miljoen toewees aan marketing. Ondanks het krappe marketing budget was de nieuwe reeks PowerBooks een succes en bracht meer dan $1 miljard op van Apples ontvangsten in het eerste jaar. Sony ontwierp en vervaardigde de PowerBook 100 in samenwerking met de Apple Industrial Design Group, Apples eerste interne ontwerpersteam. De productie van de Powerbook 100 werd gestaakt op 3 september 1992 en werd vervangen door de PowerBook 145- en de PowerBook Duo-reeksen. Sindsdien werd de PowerBook 100 geprezen vanwege diens ontwerp; PC World noemde de PowerBook 100 de tiende beste pc aller tijden in 2006 en de Amerikaanse magazine Mobile PC koos de PowerBook 100 als de beste gadget aller tijden in 2005.

## Geschiedenis
Vanaf 1990 nam John Sculley, de toenmalige president-directeur van Apple, de productontwikkeling onder zijn persoonlijk toezicht om te verzekeren dat Apple de nieuwe computers sneller op de markt zou brengen. Zijn nieuwe strategie bestond eruit het marktaandeel te verhogen door de prijzen te verlagen en meer "succesproducten" uit te brengen. Deze strategie droeg toe aan het commerciële succes van de basisuitvoeringen van Macintosh Classic en Macintosh LC, desktopcomputers die Apple had uitgebracht in 1990. Sculley wilde het succes van deze producten kopiëren met Apples nieuwe PowerBook-reeks.
Sculley begon het project in 1990 en wilde dat de PowerBook binnen het jaar zou uitgebracht worden. Het project had drie managers: John Medica, die verantwoordelijk was voor de bouw van de nieuwe laptop; Randy Battat, die de vicevoorzitter was voor de marketing van het product en Neil Selvin, die aan het hoofd stond van de marketingpogingen. In 1991 waren de twee leiders van de laptopindustrie Toshiba en Compaq, die beide al modellen hadden uitgebracht die minder wogen dan 2 kilogram.. Medica, Battat en Selvin ontwierpen de PowerBook met opzet om minder te wegen dan zijn tegenstrevers.
Sculley verzamelde een budget van $1 miljoen voor de marketing van de productenreeks PowerBook, in tegenstelling tot de $25 miljoen die werd gebruikt om de Macintosh Classic te marketen. Medica, Battat en Selvin gebruikten het gros van het budget om televisiespotjes te maken en uit te zenden. Met humor probeerden ze de spotjes te doen opvallen, zodat de kijkers dit langer zouden onthouden. Het reclamebedrijf TBWA Worldwide filmde de gepensioneerde Los Angeles Lakers-basketbalster Kareem Abdul-Jabbar terwijl hij oncomfortabel in een veel te kleine vliegtuigstoel zat maar toch gemakkelijk kon typen op zijn PowerBook. De slogan luidde: "At least his hands are comfortable." ("Zijn handen zijn (>zitten) tenminste comfortabel")
Apple onthulde de PowerBook 100 op 21 oktober 1991 bij de computerexpo COMDEX in Las Vegas, tezamen met twee andere modellen, de PowerBook 140 en de PowerBook 170. De advertenties en het product zelf bleken beide succesvol. Apple beraamde de verkoop in de Verenigde Staten op meer dan 200 000 PowerBooks in het eerste jaar, met de piekvraag binnenin de eerste drie maanden van het op de markt brengen van de PowerBooks. Tegen januari 1992 had Apple al meer dan 100.000 PowerBooks verkocht, waardoor de voorraad PowerBooks schaars werd. Apple loste snel de voorraadproblemen op en de opbrengst van de verkoop van de PowerBooks bereikte $1 miljard in het eerste jaar na de lancering. Apple stak Toshiba en Compaq voorbij als de marktleider van het wereldwijde aandeel in verzendingen van draagbare computers. De PowerBook 100, 140 en 170 droegen grotendeels toe tot Apples financiële succes in 1992. Op het einde van het financiële jaar kondigde Apple zijn hoogste cijfers aan tot dan toe, $7.1 miljard in opbrengsten en een toename in het wereldwijd marktaandeel van 8% naar 8.5%, het hoogste aandeel in vier jaar tijd.